# Ga Đại học Giáo dục Quốc gia Seoul
Ga Đại học Giáo dục Quốc gia Seoul (Tòa án & Văn phòng Công tố viên) hay Ga Gyodae (Tiếng Hàn: 교대(법원·검찰청)역, Hanja: 敎大(法院·檢察廳)驛) là ga trung chuyển của Tàu điện ngầm Seoul tuyến 2 và Tàu điện ngầm vùng thủ đô Seoul tuyến 3 nằm ở Seocho-dong, Seocho-gu, Seoul. Nhà ga là điểm trung chuyển cực kỳ bận rộn cho những ai đi lại giữa trung tâm Seoul và Gangnam-gu, Thung lũng Teheran và khu phức hợp COEX / KWTC .

## Lịch sử
- 9 tháng 12 năm 1982: Tên ga được quyết định là Ga Đại học Giáo dục Quốc gia Seoul[2]
- 23 tháng 12 năm 1982: Bắt đầu hoạt động với việc khai trương Tàu điện ngầm Seoul tuyến 2 đoạn Khu liên hợp thể thao ~ Đại học Giáo dục Quốc gia Seoul
- 13 tháng 9 năm 1983: Tên ga tàu điện ngầm Seoul tuyến 3 được quyết định là Ga Đại học Giáo dục Quốc gia Seoul[3]
- 17 tháng 12 năm 1983: Nó trở thành ga trung gian với việc mở rộng tới Ga Đại học Quốc gia Seoul[4]
- 18 tháng 10 năm 1985: Nó trở thành ga trung gian với việc Tuyến 3 giữa Dongnimmun ~ Yangjae[5]
- 1 tháng 4 năm 1990: Tên ga được đổi thành Ga Đại học Giáo dục Quốc gia Seoul (교대역) hay Ga Tòa án · Văn phòng Công tố viên (법원·검찰청역)

## Bố trí ga

### Tuyến số 2 (B2F)
| Gangnam ↑     |
| \| Vòng ngoài |
| ↓ Seocho      |

| Vòng ngoài | ● Tuyến 2 | ← Hướng đi Gangnam · Samseong · Jamsil · Seongsu         |
| Vòng trong | ● Tuyến 2 | → Hướng đi Sadang · Sillim · Sindorim · Đại học Hongik → |

### Tuyến số 3 (B3F)
| Xe buýt tốc hành ↑  |
| S/B N/B \|          |
| ↓ Bến xe buýt Nambu |

| Hướng Bắc | ●Tuyến 3 | ← Hướng đi Xe buýt tốc hành · Oksu · Chungmuro · Yeonsinnae · Daehwa |
| Hướng Nam | ●Tuyến 3 | → Hướng đi Bến xe buýt Nambu · Yangjae · Dogok · Suseo · Ogeum →     |

## Xung quanh nhà ga
- Ngân hàng Công nghiệp Hàn Quốc Chi nhánh Ga Gyodae
- Học viện Daesung
- Tổng công ty Trợ giúp Pháp lý Hàn Quốc
- MegaStudy
- Đồn cảnh sát Banseo
- Đại học Sư phạm Quốc gia Seoul
- Tòa án tối cao Seoul
- Văn phòng công tố viên cấp cao Seoul
- Tòa án quận trung tâm Seoul
- Văn phòng công tố quận trung tâm Seoul
- Tòa án cải tạo Seoul
- Học viện Trung ương
- Học viện IBKimyoung

## Thay đổi hành khách
| Năm                                        | Số lượng hành khách (người)          | Số lượng hành khách (người)                      | Tổng cộng | Ghi chú |
| Năm                                        | liên kết=Tàu điện ngầm Seoul tuyến 2 | liên kết=Tàu điện ngầm vùng thủ đô Seoul tuyến 3 | Tổng cộng | Ghi chú |
| ------------------------------------------ | ------------------------------------ | ------------------------------------------------ | --------- | ------- |
| 1994                                       | 65,272                               | 27,217                                           | 92,489    |         |
| 1995                                       | 64,641                               | 28,991                                           | 93,632    |         |
| 1996                                       | 65,297                               | 22,722                                           | 88,019    |         |
| 1997                                       | 66,830                               | 22,512                                           | 89,342    |         |
| 1998                                       | 68,373                               | 22,412                                           | 90,785    |         |
| 1999                                       | —                                    | —                                                | —         |         |
| 2000                                       | 71,087                               | 21,632                                           | 92,719    |         |
| 2001                                       | 74,452                               | 25,187                                           | 99,639    |         |
| 2002                                       | 74,537                               | 25,089                                           | 99,626    |         |
| 2003                                       | 75,301                               | 24,569                                           | 99,870    |         |
| 2004                                       | 75,776                               | 24,495                                           | 100,271   |         |
| 2005                                       | 79,027                               | 23,505                                           | 102,532   |         |
| 2006                                       | 82,549                               | 23,922                                           | 106,471   |         |
| 2007                                       | 84,972                               | 23,902                                           | 108,874   |         |
| 2008                                       | 85,440                               | 23,183                                           | 108,623   |         |
| 2009                                       | 86,009                               | 23,219                                           | 109,228   |         |
| 2010                                       | 88,681                               | 25,771                                           | 114,452   |         |
| 2011                                       | 88,885                               | 26,416                                           | 115,301   |         |
| 2012                                       | 85,664                               | 26,573                                           | 112,237   |         |
| 2013                                       | 84,325                               | 26,005                                           | 110,330   |         |
| 2014                                       | 84,658                               | 25,805                                           | 110,463   |         |
| 2015                                       | 80,544                               | 24,735                                           | 105,279   |         |
| 2016                                       | 79,481                               | 24,463                                           | 103,944   |         |
| 2017                                       | 77,144                               | 24,473                                           | 101,617   |         |
| 2018                                       | 76,351                               | 24,196                                           | 100,547   |         |
| 2019                                       | 77,541                               | 24,746                                           | 102,287   |         |
| 2020                                       | 56,983                               | 18,203                                           | 75,186    |         |
| 2021                                       | 55,748                               | 17,955                                           | 73,703    |         |
| 2022                                       | 60,559                               | 20,271                                           | 80,830    |         |
| 2023                                       | 62,542                               | 23,772                                           | 86,314    |         |
| Nguồn                                      |                                      |                                                  |           |         |
| : Phòng dữ liệu Tổng công ty Vận tải Seoul |                                      |                                                  |           |         |

## Hình ảnh

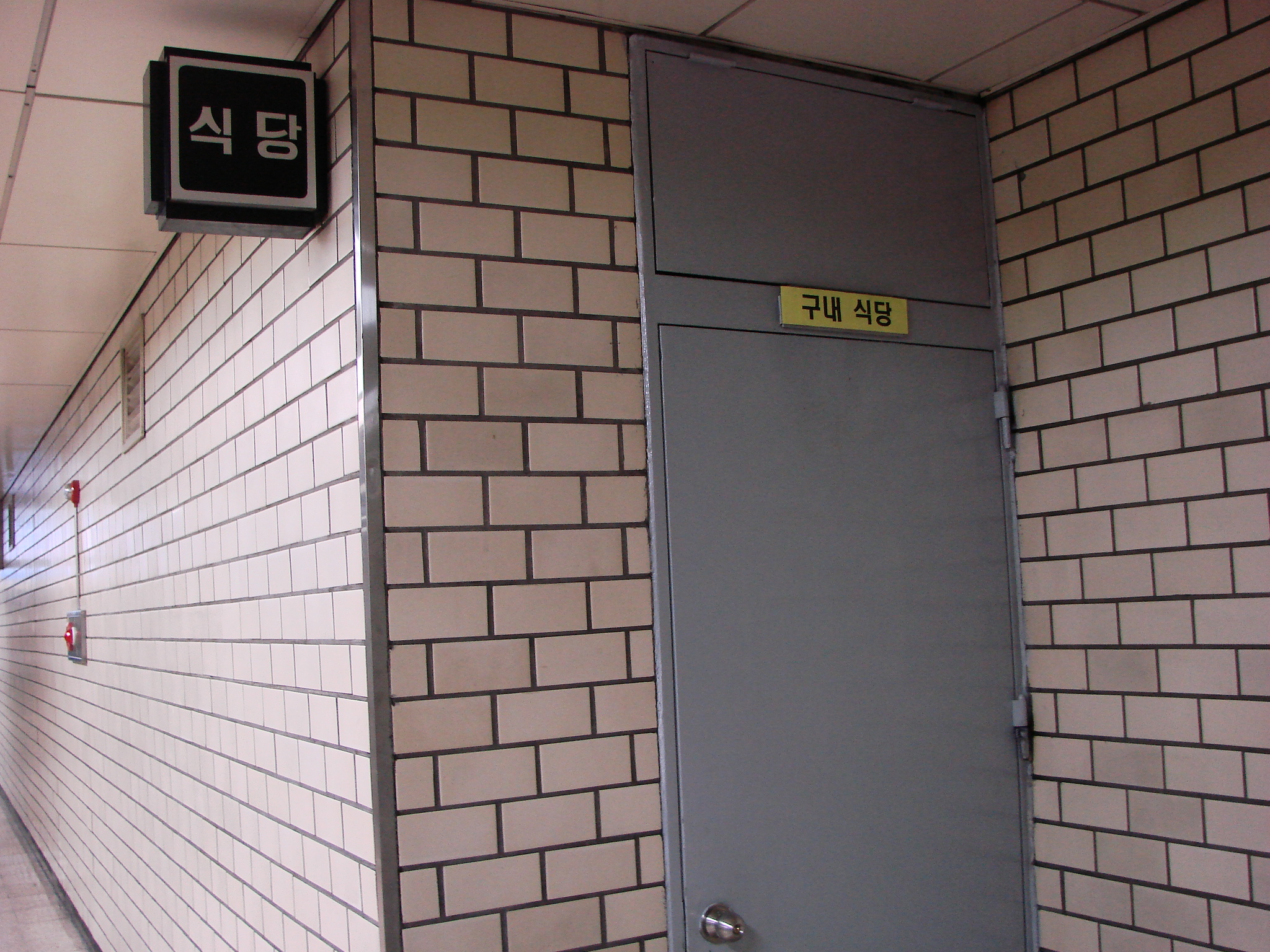
Nhà ăn cho nhân viên nằm ở Ga Đại học Giáo dục Quốc gia Seoul trên Tuyến 2
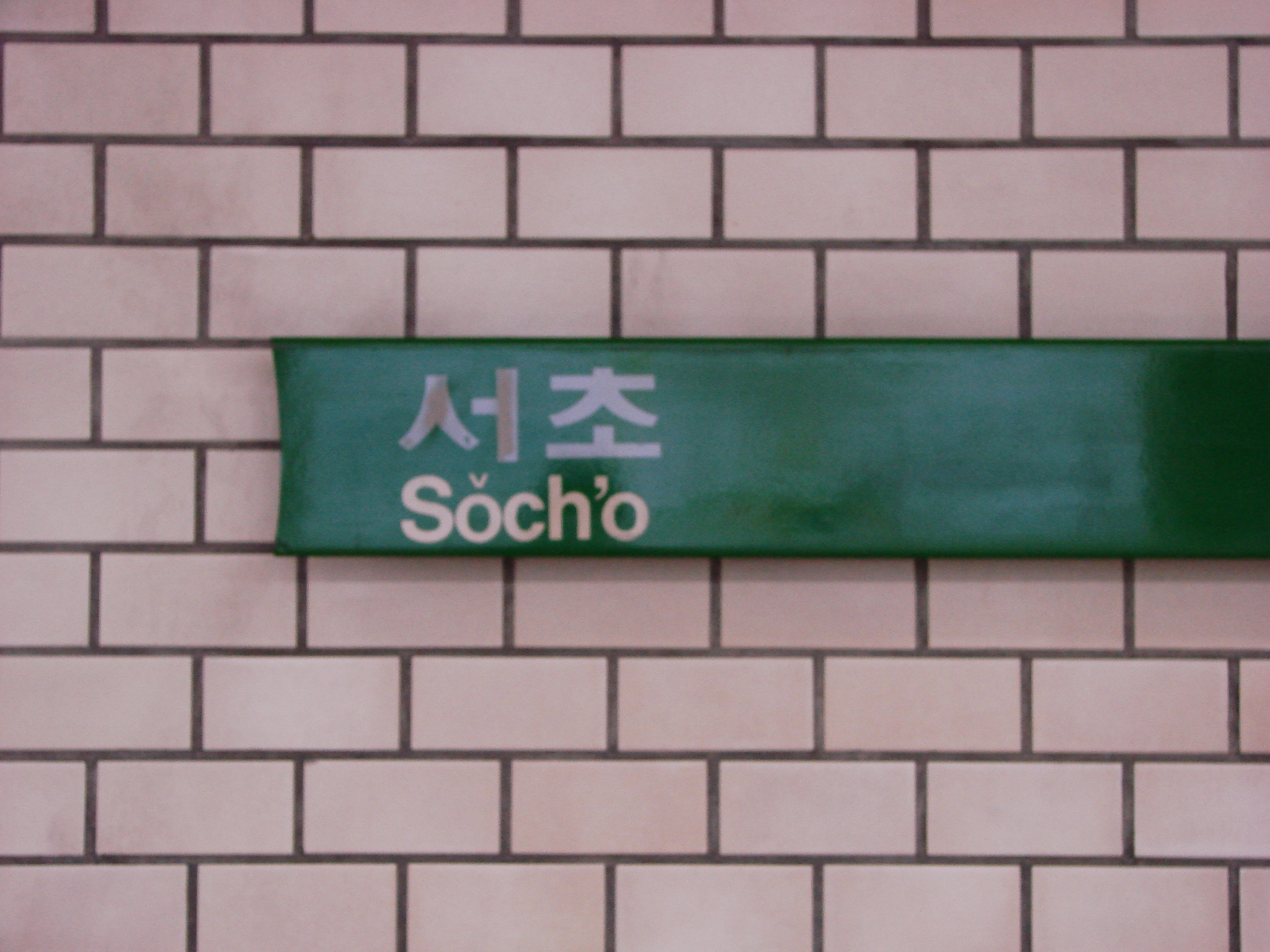
Bản La tinh hóa cũ của ga Seocho, chụp từ nền tảng vòng ngoài
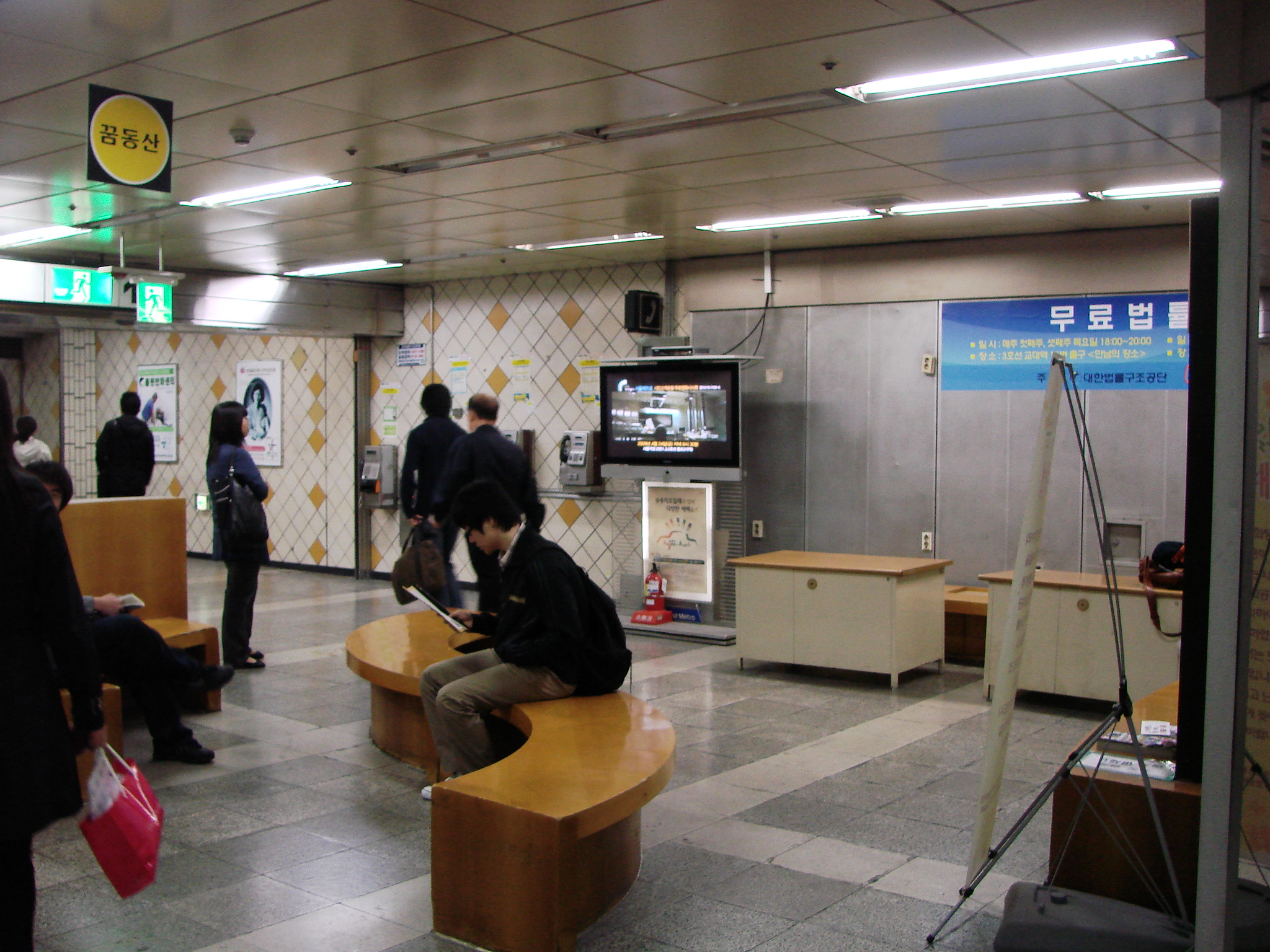
Plaza 'Dream Garden' nằm gần Lối ra 14
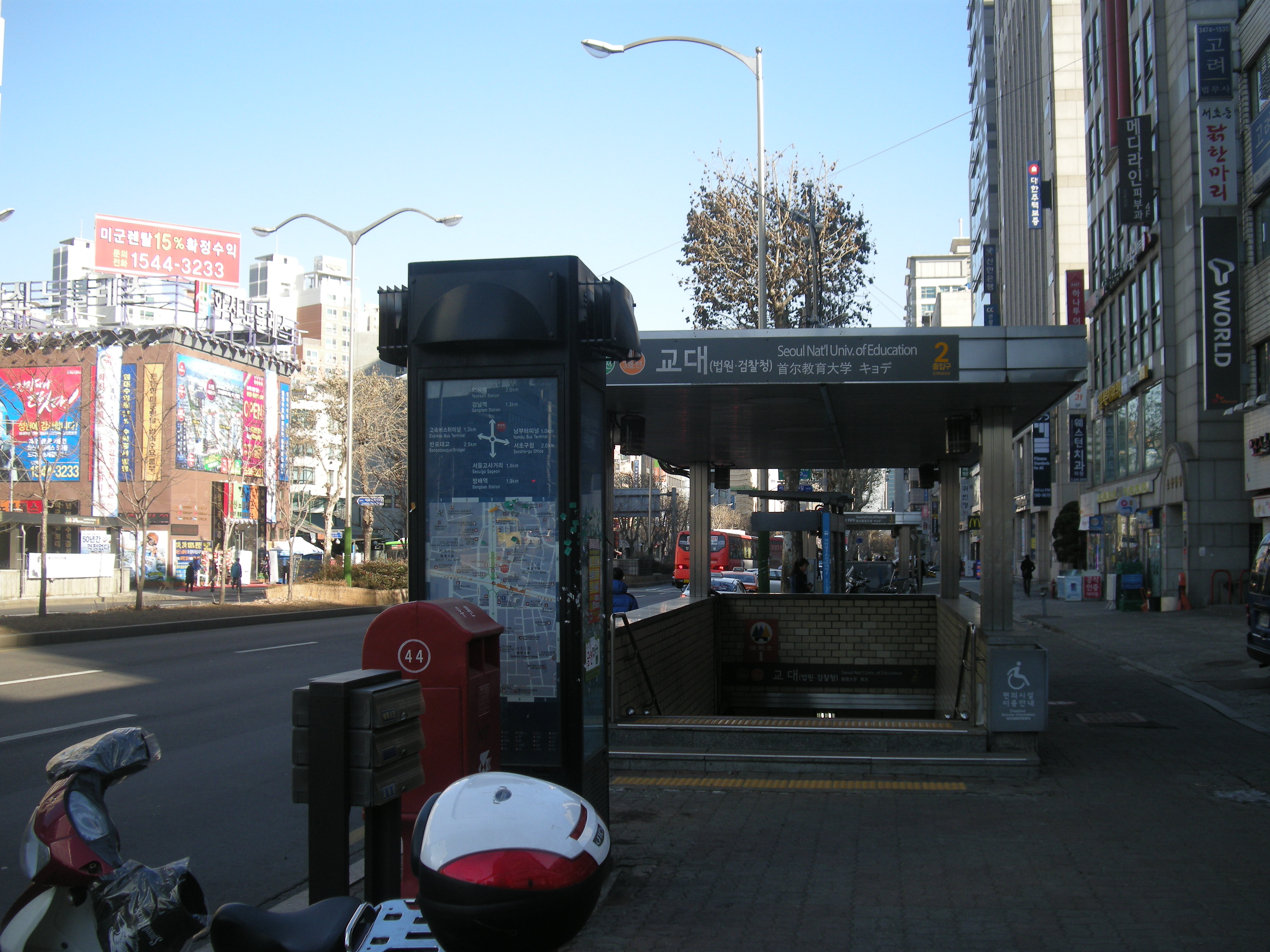
Lối ra số 2
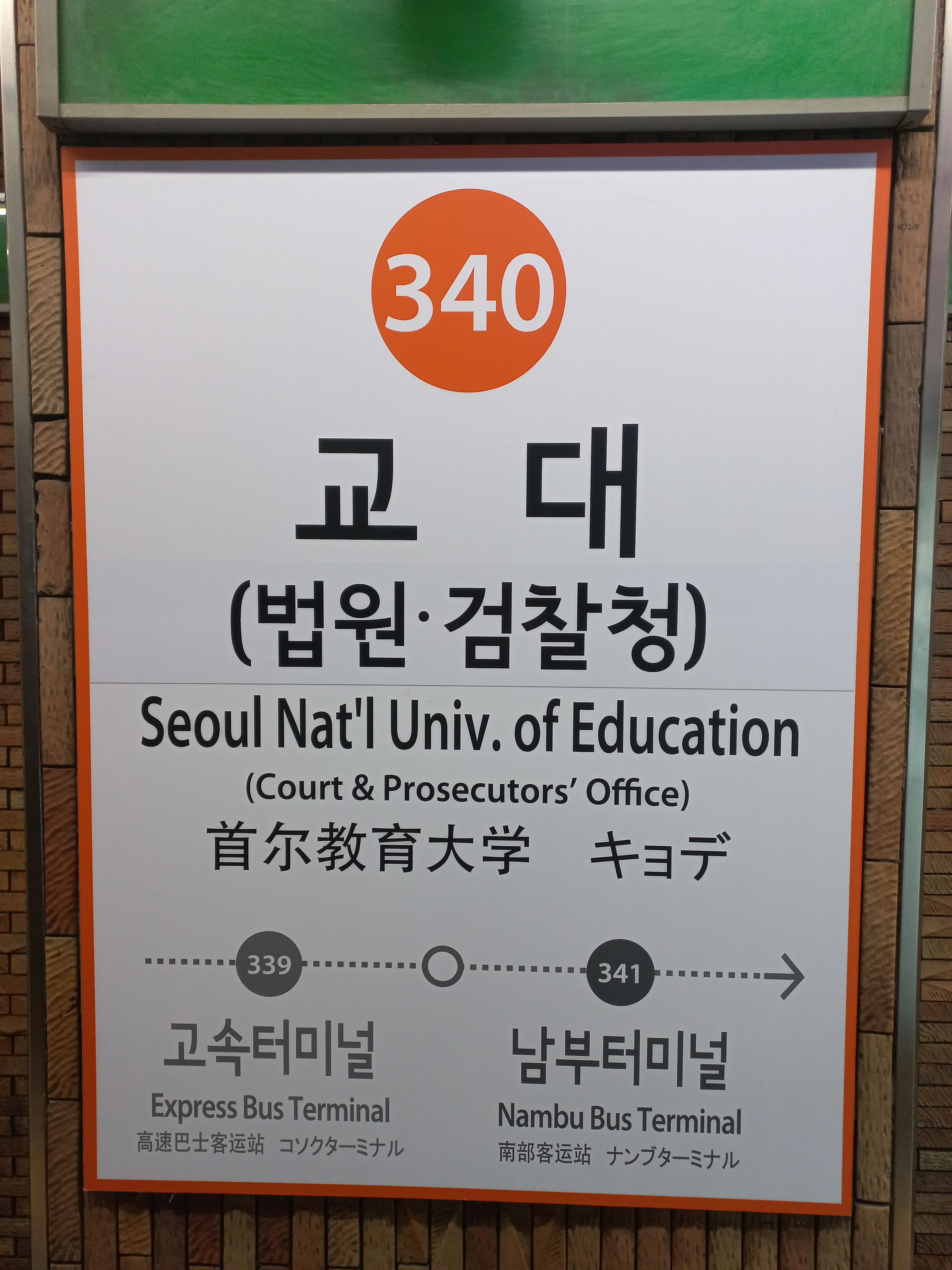
Bảng tên ga (Tuyến 3)
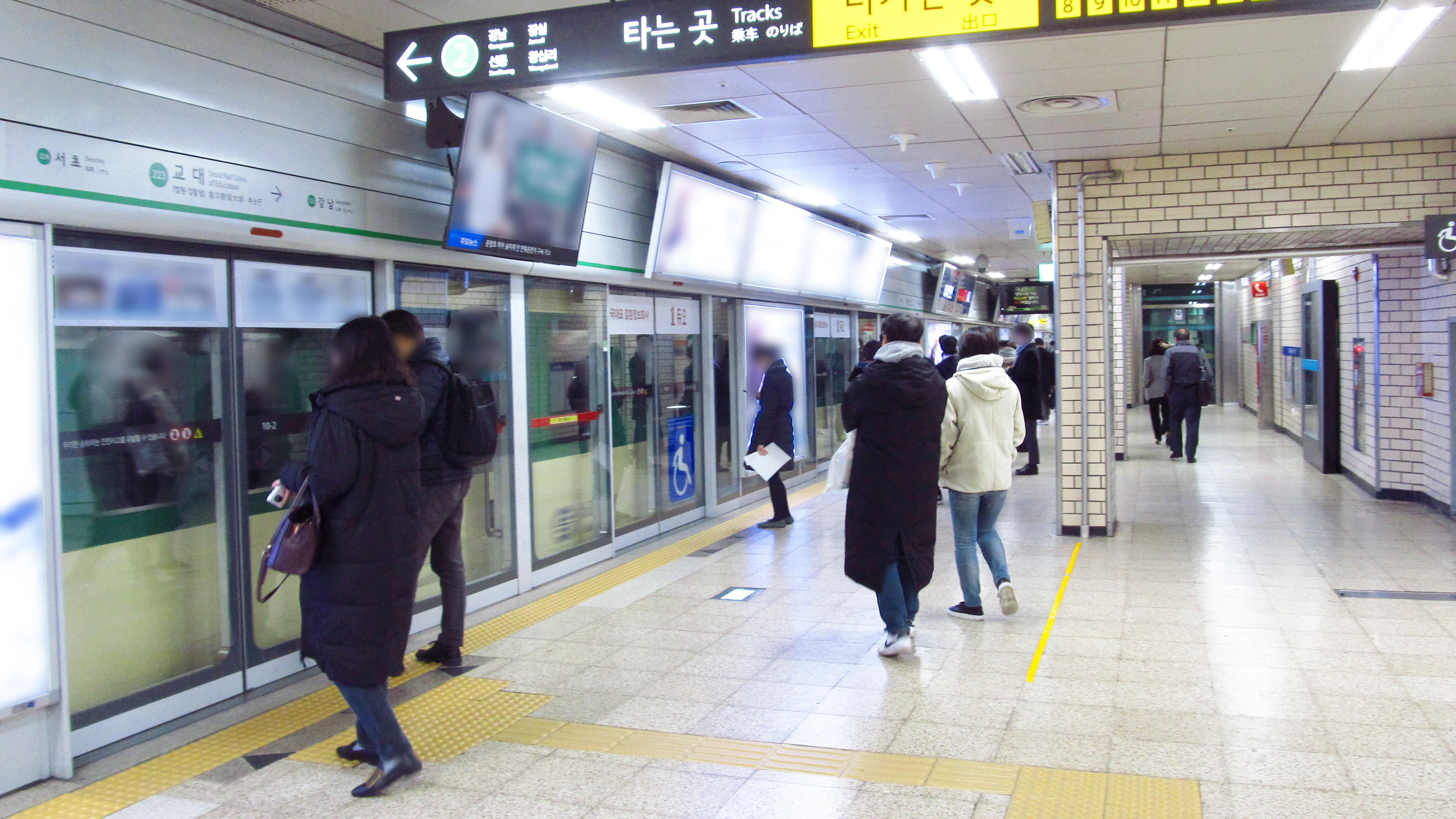
Sân ga (Tuyến 2)
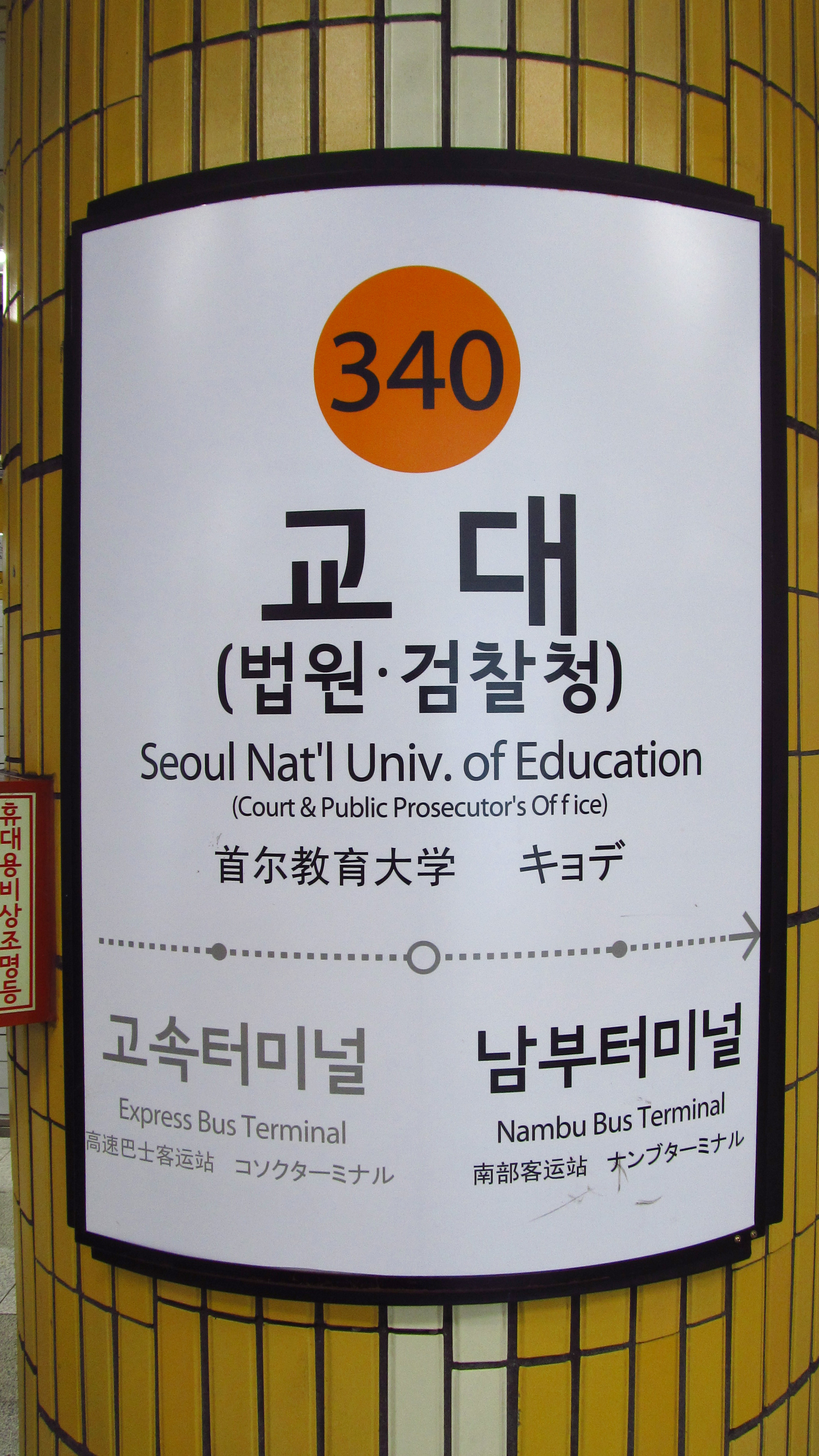
Biển báo ga (Tuyến 3)
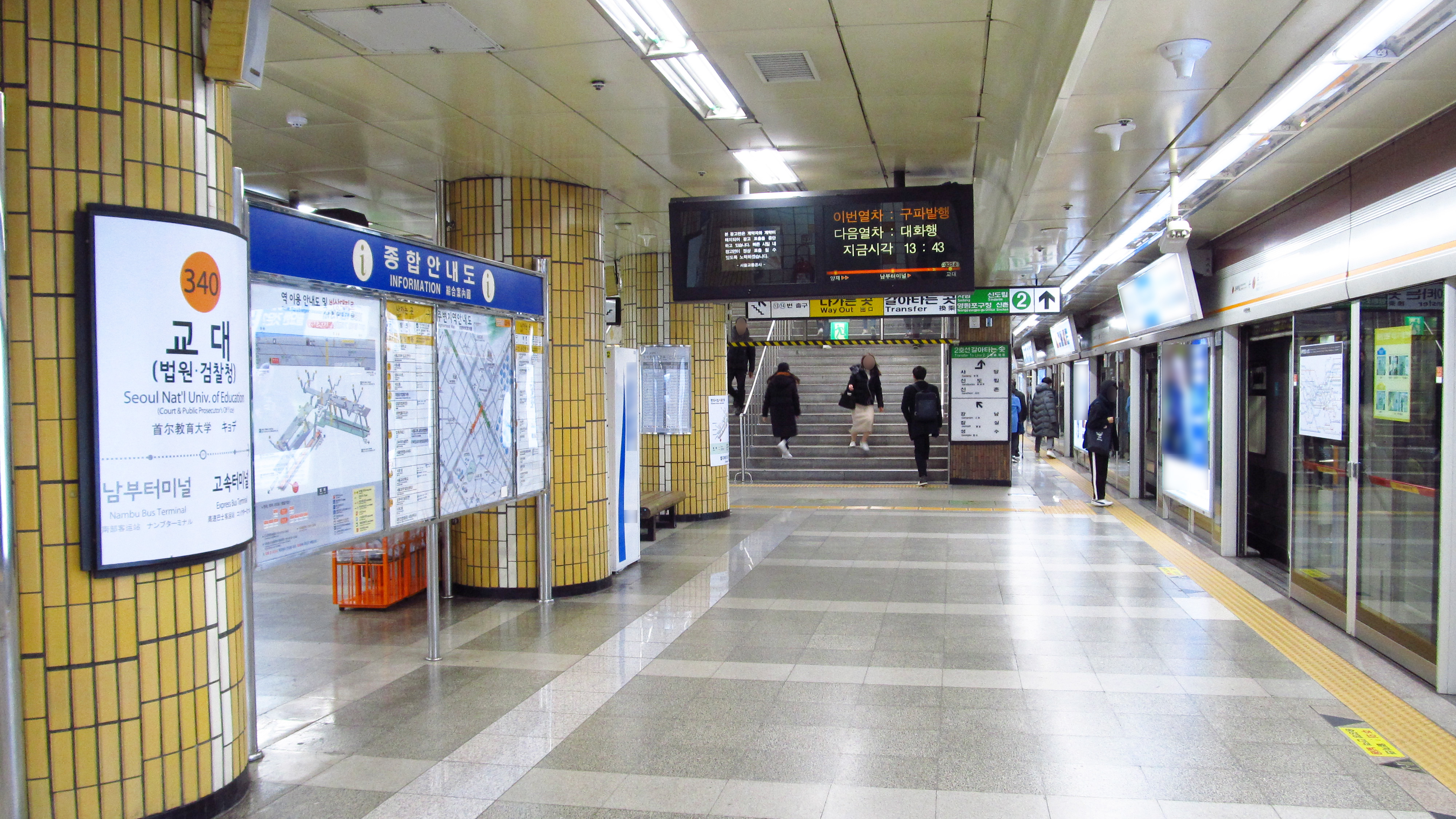
Sân ga (Tuyến 3)